# Anetta Keys
Aneta Šmrhová (Křivoklát, 18 de noviembre de 1983) es una actriz pornográfica checa y modelo de desnudos en Internet.

## Biografía
Anetta fue descubierta por un cazatalentos cuando la vio patinando. Así comenzó su carrera en Internet como modelo en 2001. Ese mismo año empezó a hacer películas. Ella hizo un casting con el director y actor francés Pierre Woodman en 26 de abril de 2002 en la capital checa y grabó una escena con él. Aunque ha realizado escenas heterosexuales, se centra principalmente en escenas lésbicas (a menudo con Sandra Shine, Sandy, Eve Angel y Sophie Moone) para la compañía 21Sextury.com Productions. Anetta es fácilmente reconocible por sus pírsines en la nariz, la lengua y ombligo y por un tatuaje en forma de anzuelo en la espalda baja. Ha aparecido a veces con  rubias, pelinegra. Es una de las actrices porno más populares y bellas de Europa. Penthouse Holiday 2003
Asimismo, ha aparecido en la comedia Eurotrip (2004) en un papel de extra durante la escena del "Club Vandersexx".

## Apariciones
Aneta Šmrhová ha aparecido en varias revistas, como Hustler, Penthouse (donde fue Penthouse Pet en diciembre de 2003 y en la edición húngara en julio de 2005), Playboy R. Checa (Playmate en enero de 2004), Swank, etc.

## Filmografía
2009:
- Tabulose Schönheiten.

2008:
- Lesbian Fantasies.
- Babes Uncensored - Anetta Keys.

2007:
- First Class Nudes Vol. 01.

2006:
- Footsie Babes.

2005:
- My Dear Anetta Keys.
- Fetish Desires.
- Les Babez 1 y 3.

2004:
- Exxxtraordinary Euro Babes.
- Girls Huntin Girls.
- Guess Who's Cummin.
- Teen Tryouts Audition 38.

2003:
- Czech Mates.
- Hustler XXX 20.
- Pleasures of the Flesh 5.
- Total Babe.
- Young & Wild 2.